# Mettendorf (Greding)
Mettendorf ist ein Gemeindeteil der Stadt Greding und eine Gemarkung im Landkreis Roth (Mittelfranken, Bayern). Die Gemarkung Mettendorf hat eine Fläche von 2,927 km² und ist in 291 Flurstücke aufgeteilt, die eine durchschnittliche Flurstücksfläche von 10057,33 m² haben.

## Lage
Das Kirchdorf liegt im Tal der Schwarzach der südlichen Frankenalb im Naturpark Altmühltal südlich des Hauptortes Greding. Unmittelbar am Ort führen die Bundesautobahn 9 und im Euerwangtunnel die Schnellfahrstrecke Nürnberg–Ingolstadt vorbei. Die Staatsstraße 2227 führt nach Greding bzw. nach Kinding.

## Geschichte

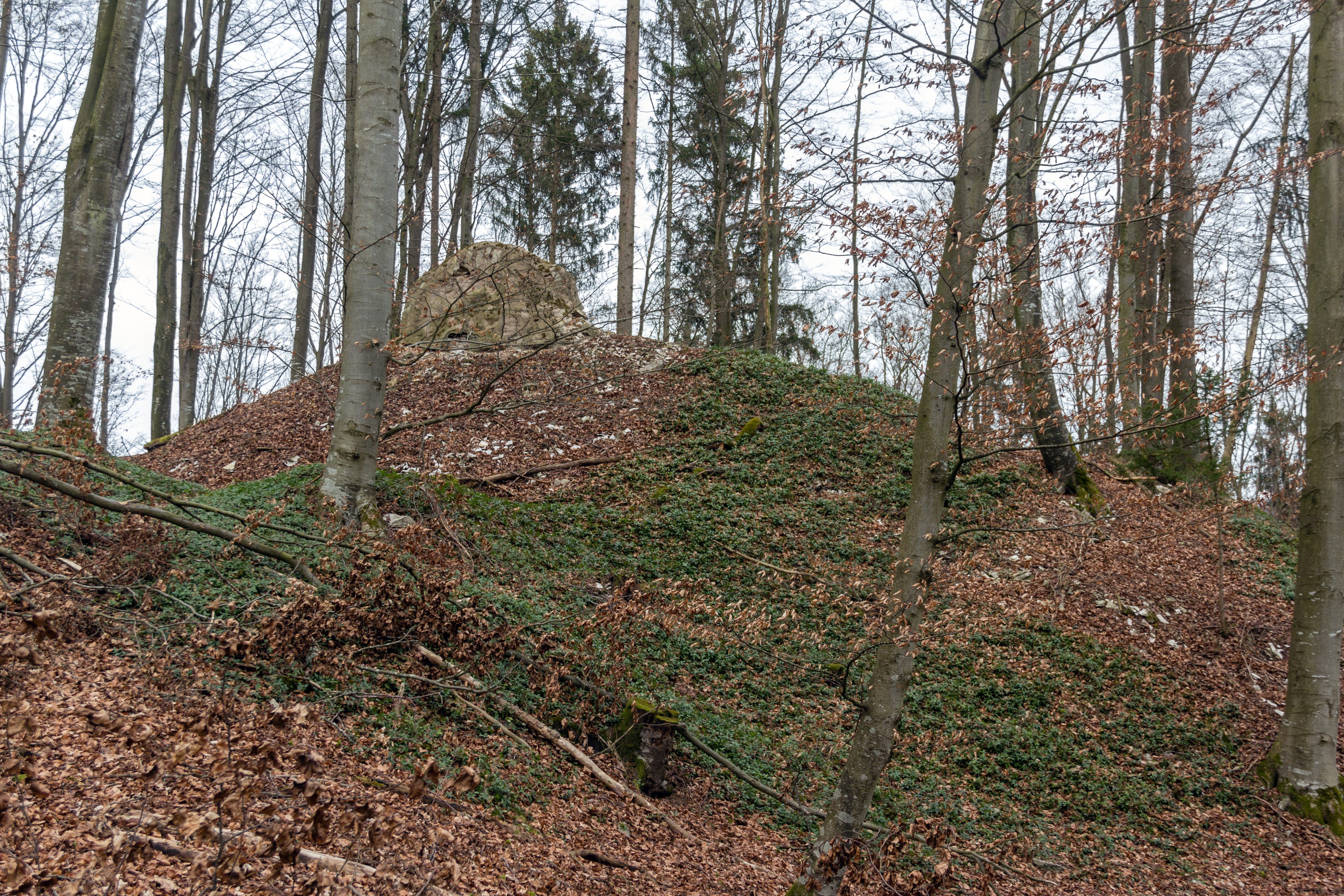
Burgruine Liebeneck

Im frühen Mittelalter scheint Mettendorf (= Dorf des metto, matto oder Matelo), wohl im 8./9. Jahrhundert gegründet, zum fränkischen Reichsgut Greding gehört zu haben. 1157 ist Mettendorf mit dem Ortsadeligen Herrmann de Mettendorf erstmals urkundlich erwähnt; im 12. und 13. Jahrhundert (letztmals 1238) wird das Ministerialengeschlecht der Mettendorfer im Dienste des Bischofs von Eichstätt einige Male genannt. Zu einem unbekannten Zeitpunkt ging das Dorf an die Absberger über. 1418 verkaufte Beatrix, Witwe des Heinrich von Absberg, das ganze Dorf an den Nürnberger Bürger Kunz Flurheim. 1470 kaufte der Eichstätter Bischof Wilhelm den Ort einem Ulrich Göswein ab. Von da ab verblieb Mettendorf bis zur Säkularisation im unteren Eichstätter Hochstift. Ein Salbuch von 1572 weist aus, dass das Dorf mit der Vogtei, hoher und niederer Gerichtsbarkeit und Scharwerk dem bischöflichen Pflegamt Hirschberg-Beilngries unterstand. 1570 war auch der kleine Burgstall Liebeneck oberhalb des Schwarzachtales südöstlich von Mettendorf zum Hochstift gekommen, wo in der Folge ein bischöflicher Förster saß (ob die Liebenecker mit den Herren von Mettendorf unmittelbar zusammenhingen, ist unsicher, aber wahrscheinlich). Im Dreißigjährigen Krieg brannte das ganze Dorf mit Ausnahme der Kirche und des Fischerhauses 1644 ab; Äcker und Wiesen wurden zu dieser Zeit von Gredingern bewirtschaftet. 1741 wurden wieder 16 Haushalte gezählt. Anfang des 19. Jahrhunderts gehörten 16 Anwesen zum Oberamt und Kastenamt Hirschberg und eines zum Richteramt Greding. Bezüglich der Ehehaft gehörte das Dorf mit sechs weiteren Orten zur Ehehaft Hirschberg, deren Abhaltung mit Landerzhofen, Haunstetten und Badanhausen alternierte.
Bei der Säkularisation kam das untere Hochstift, zu dem das Oberamt Beilngries-Hirschberg und damit auch die Mettendorf gehörte, 1802 an Großherzog Erzherzog Ferdinand III. von Toskana und 1806 an Bayern und dort zum Landgericht Beilngries. 1809 bildete Mettendorf mit Hausen und Greding den Steuerdistrikt Greding; aus diesem wurde Mettendorf 1812 herausgenommen und Haunstetten im Landgericht Greding zugeteilt. 1818 wurde die Ruralgemeinde Mettendorf gebildet. 1857 wurde diese Gemeinde dem mittelfränkischen Landgericht Greding einverleibt, das ab 1879 zum Bezirksamt und späteren Landkreis Hilpoltstein gehörte. Dabei blieb es bis zur bayerischen Gebietsreform, als sich Mettendorf am 1. Januar 1972 der Gemeinde Greding anschloss.

### Katholische Filialkirche St. Johannes Baptista
Wann die 1601 erwähnte Vorgängerkirche des heutigen Barockbaus errichtet wurde, ist nicht bekannt. Jedenfalls entwickelte sich in ihr ab 1727 eine St. Anna-Wallfahrt, für die der mittelalterliche Sakralbau rasch zu klein wurde.
Bis zum Dreißigjährigen Krieg gehörte das Dorf östlich der Schwarzach zu Kinding und kam dann zur Pfarrei Haunstetten. 1749 wurde auch dieser Teil, wie der Rest von Mettendorf, der Pfarrei Greding zugeteilt. So werden noch heute die Mettendorfer Katholiken von dort aus seelsorgerlich betreut.

### Einwohnerentwicklung von Mettendorf
- 1910: 85 Einwohner[7]
- 1933: 76 Einwohner
- 1939: 75 Einwohner[8]
- 1987: 75 Einwohner[9]
- 2008: 83 Einwohner
- 2017: 83 Einwohner

## Vereine
- Freiwillige Feuerwehr Mettendorf